# Lampetis funesta
Lampetis funesta es una especie de escarabajo del género Lampetis, familia Buprestidae. Fue descrita científicamente por Fabriciusen  1793.